# Ciclo inverso

Rappresentazione di un ciclo inverso in un Diagramma entropico.

Un ciclo inverso è un ciclo termodinamico che viene eseguito non con la produzione di lavoro, bensì con la necessaria somministrazione di lavoro dall'esterno.
Se il ciclo inverso è realizzato per somministrare calore ad un ambiente che deve essere mantenuto a temperatura più elevata di quella esterna, si parla di pompa di calore.
Un classico esempio di ciclo inverso come il ciclo frigorifero, nei quali si ha trasferimento di calore da una temperatura più bassa ad una più alta mediante la somministrazione di lavoro (che in questo caso è fornito usualmente da un compressore dinamico).
Nel piano di Clapeyron e nel Diagramma entropico i cicli inversi percorrono un cammino antiorario, creando un'area chiusa.